# Långskär, Sastmola
Längskär (fi: Iso-Lanskeri) är en ö i Finland. Den ligger i Bottenhavet och i kommunen Sastmola i den ekonomiska regionen  Björneborgs ekonomiska region i landskapet Satakunta, i den västra delen av landet. Ön ligger omkring 53 kilometer norr om Björneborg och omkring 270 kilometer nordväst om Helsingfors. Ön kallas också på svenska Stor Långskär och Långskärsreveln.
Öns area är 3 hektar och dess största längd är 330 meter i sydväst-nordöstlig riktning.